# San Giorgio Maggiore

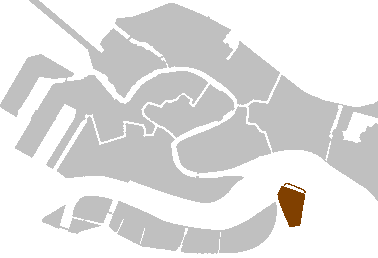
San Giorgio Maggiore

San Giorgio Maggiore is een van de eilanden van Venetië, ten oosten van het eiland Giudecca. Het eiland is omringd door Canale della Santa Maria della Grazia, Canale della Giudecca, Bacino San Marco, Canale di San Marco en de lagune van Venetië. Het maakt deel uit van de sestiere San Marco.
Het eiland werd waarschijnlijk bewoond in de Romeinse periode. Na de stichting van Venetië werd het Insula Memmia genoemd, naar de familie Memmo, die het eiland in bezit had. In 829 stond er al een kerk gewijd aan Sint-Joris die San Giorgio Maggiore werd genoemd om hem te onderscheiden van San Giorgio in Alga. Het Benedictijnse klooster San Giorgio werd opgericht in 982, toen de doge Tribuno Memmo het hele eiland schonk aan een monnik, Giovanni Morosini.
San Giorgio is nu bekend door de kerk van San Giorgio Maggiore, ontworpen door Andrea Palladio in 1566. In het begin van negentiende eeuw, nadat de Republiek Venetië was gevallen, is het klooster bijna onderdrukt en het eiland werd een vrijhaven met een nieuwe haven gebouwd in 1812.
Het werd de thuisbasis van Venetiaanse artillerie. Het is nu het hoofdkwartier van de Cini
Stichting, een cultureel centrum bekend om zijn bibliotheek. Het is ook de thuishaven van het openluchttheater Teatro Verde.
In de anime-serie Negima is de bibliotheek gebaseerd op en waarschijnlijk identiek aan San Giorgio Maggiore.

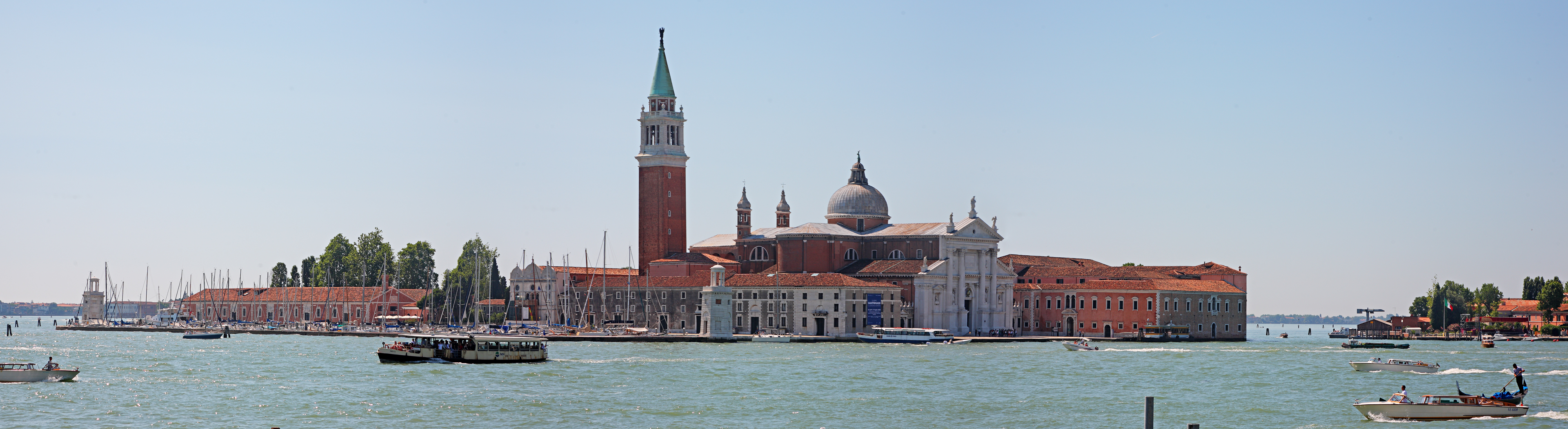
San Giorgio Maggiore